# 밀림

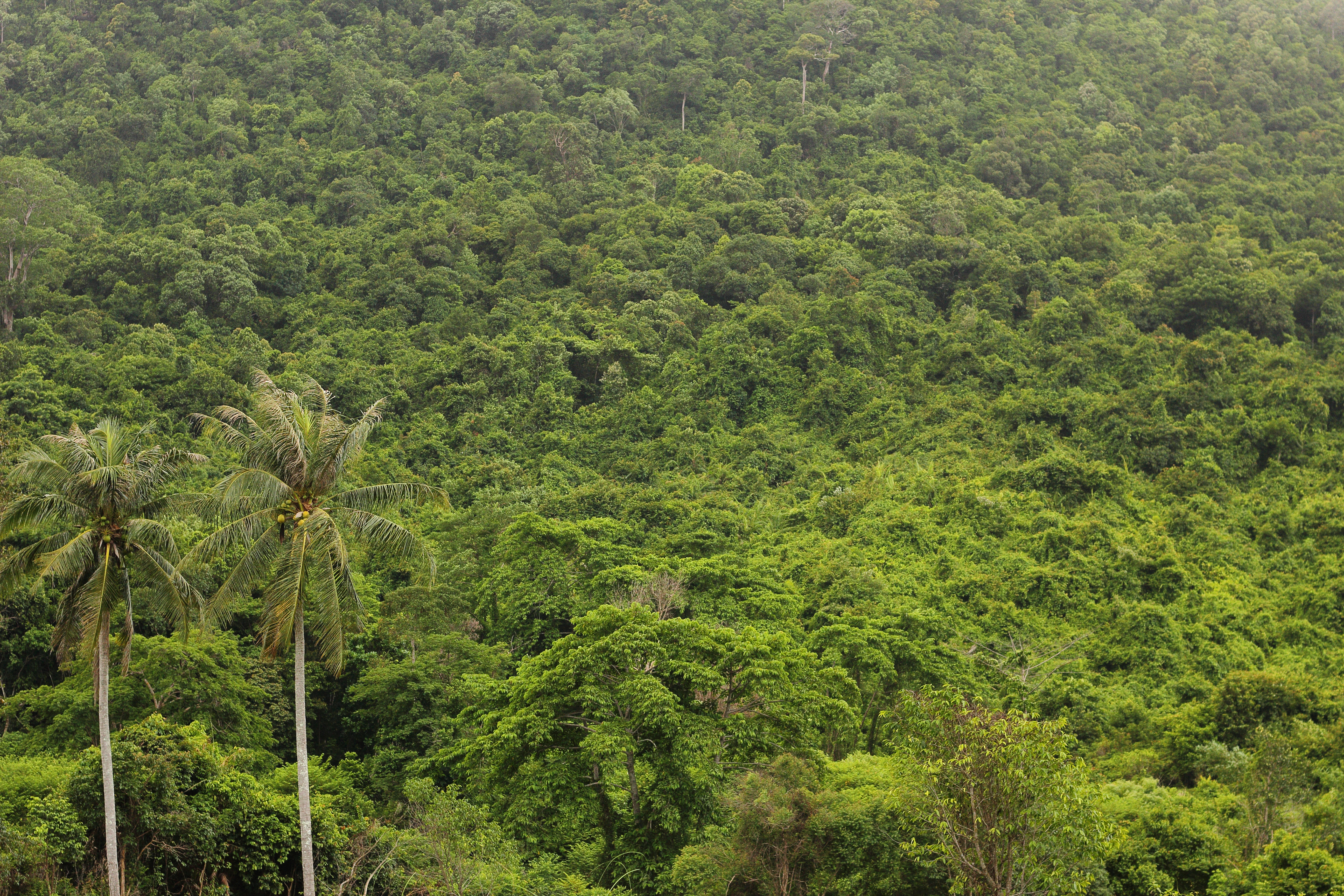
캄보디아의 밀림

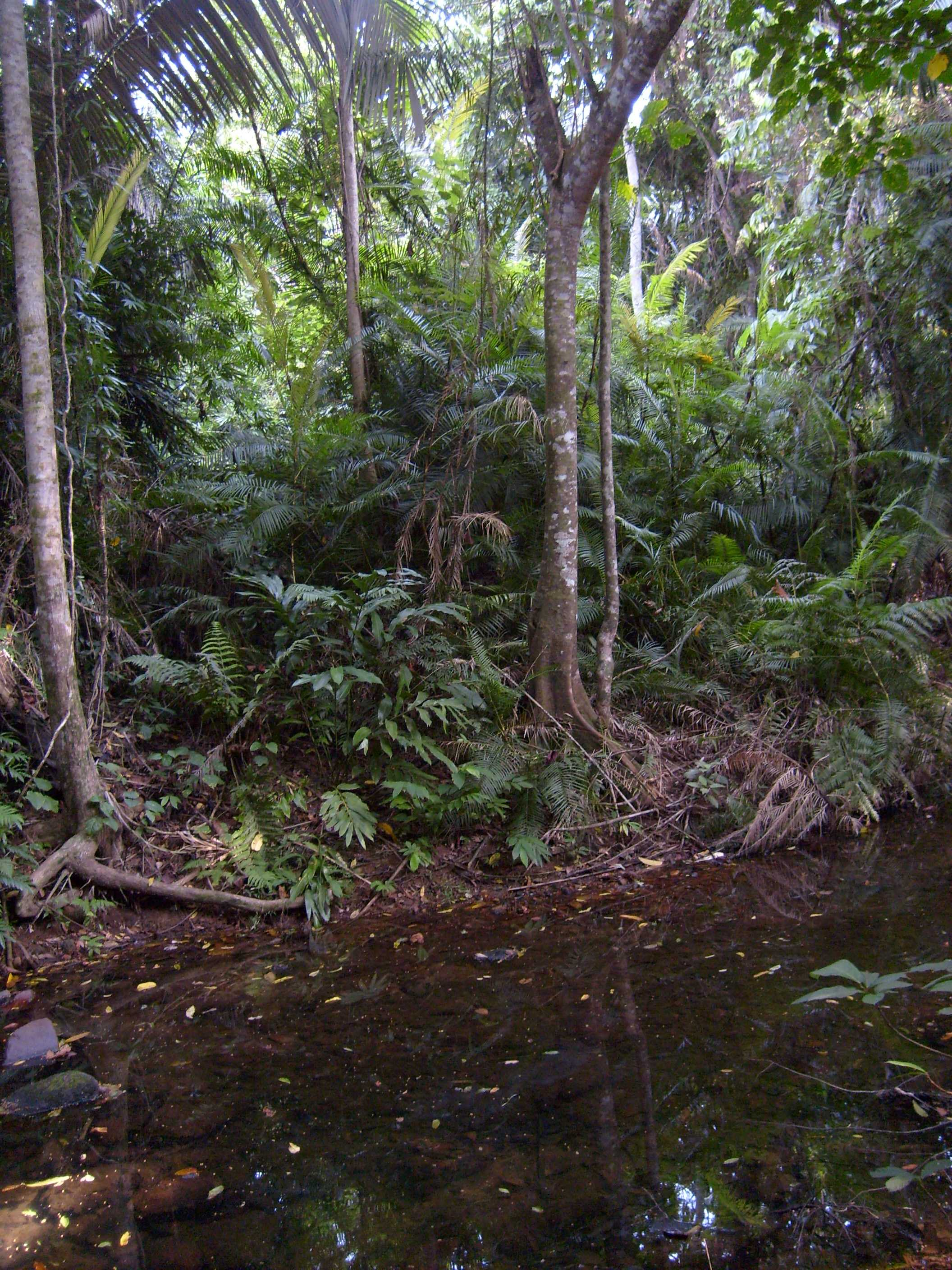
티오만섬, 말레이시아의 밀림

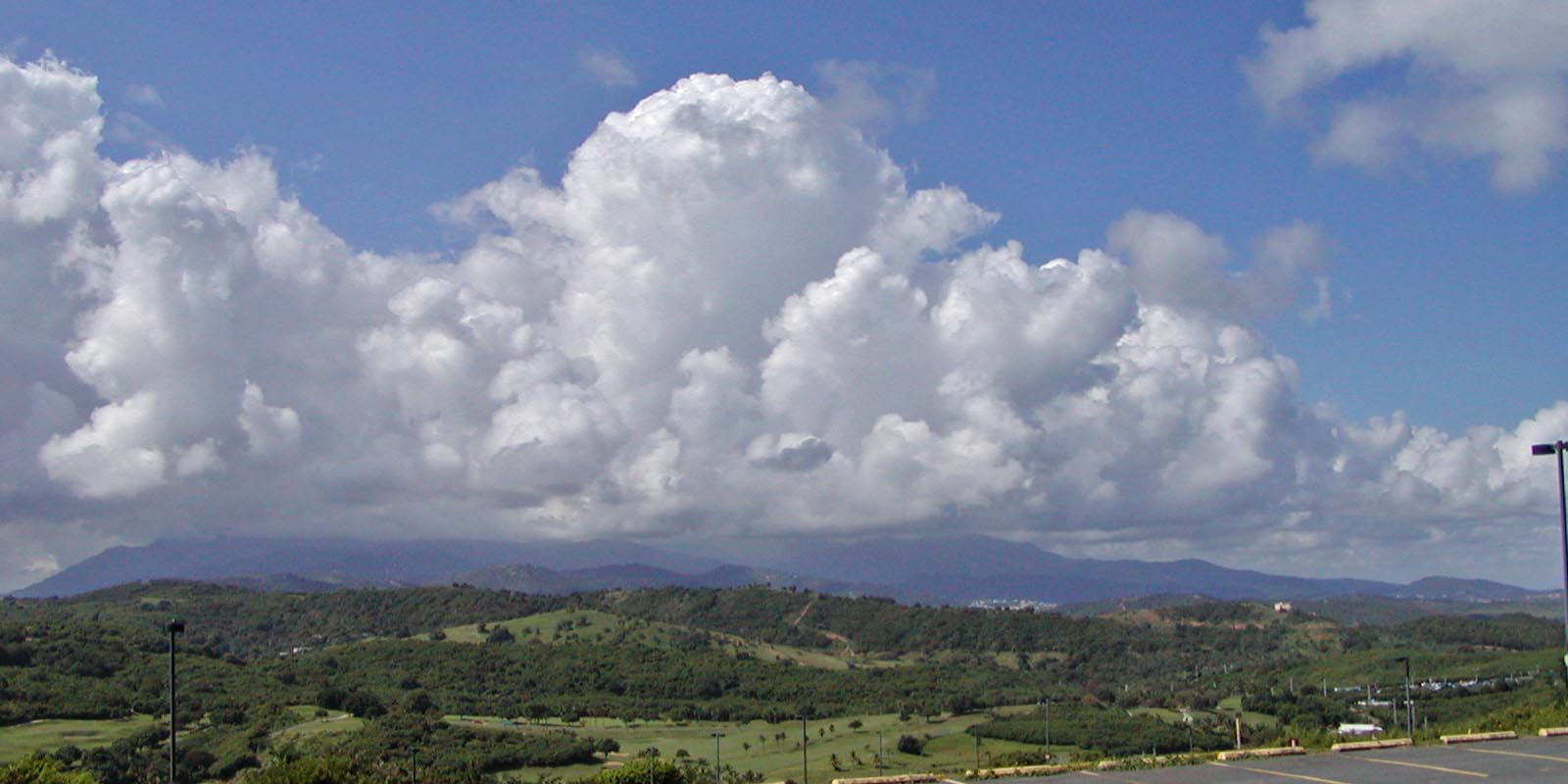
푸에르토리코에 있는 엘 윤케 국유림, 미국 산림청이 관리하는 유일한 열대우림이다.

밀림(密林) 또는 정글(jungle, 문화어: 쟝글)은 대개 열대 기후 지역에 있는 빽빽한 열대림과 얽히고설킨 식생으로 덮인 육지를 말한다. 지난 세기 동안 이 용어의 적용은 크게 달라졌다.

## 어원
밀림의 영단어 정글(jungle)은 '거칠고 건조한'이라는 뜻의 산스크리트어 자상갈라(jaṅgala, जङ्गल)에서 유래했다. 이 단어는 18세기에 힌두스탄어의 숲을 의미하는 단어(자아안갈, जङ्गल/جنگل)를 통해 영어로 들어왔다. 자상갈라는 영어로 잔갈, 장글라, 융갈, 주아안갈 등으로 다양하게 음역되기도 했다.
영국-인도식 해석이 "엉겨 붙은 덤불"과 같은 의미를 부여하게 되었다는 설이 있다. 이 용어는 인도 아대륙과 이란고원의 많은 언어에서 널리 사용되며, 이곳에서는 원시림을 대체하는 식물 성장 또는 버려진 지역을 점령하는 관리되지 않은 열대 식물을 지칭하는 데 일반적으로 사용된다.

## 야생생물

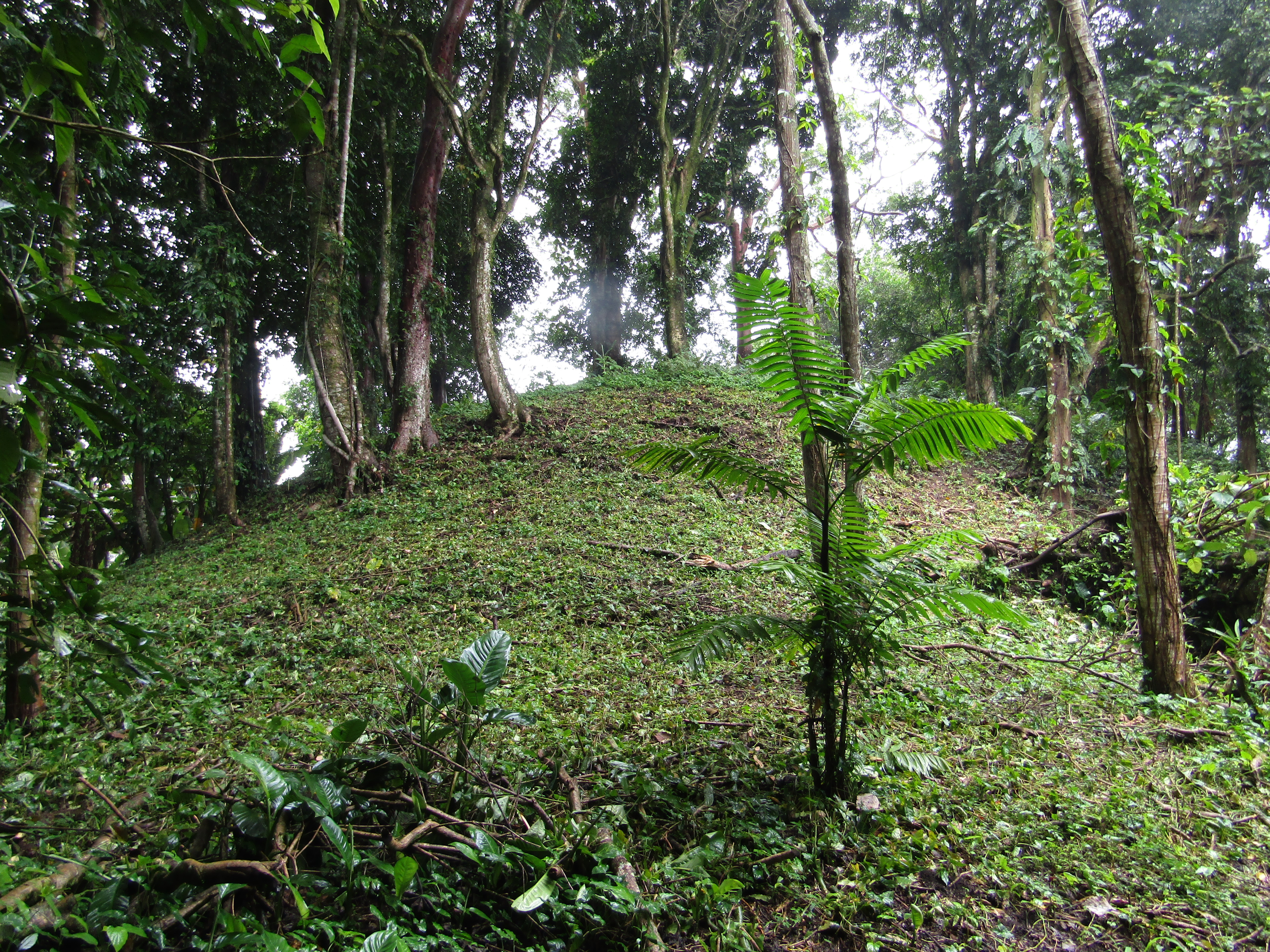
온두라스 로스 나란호스 고고학 유적지의 언덕

밀림은 모든 유인 육지에 존재하며 다양한 기후대에 걸쳐 수많은 식생과 토지 유형을 포함할 수 있으므로, 밀림의 야생생물은 명확하게 정의될 수 없다.

## 다양한 용법

### 빽빽하고 얽히고설킨 식생으로서

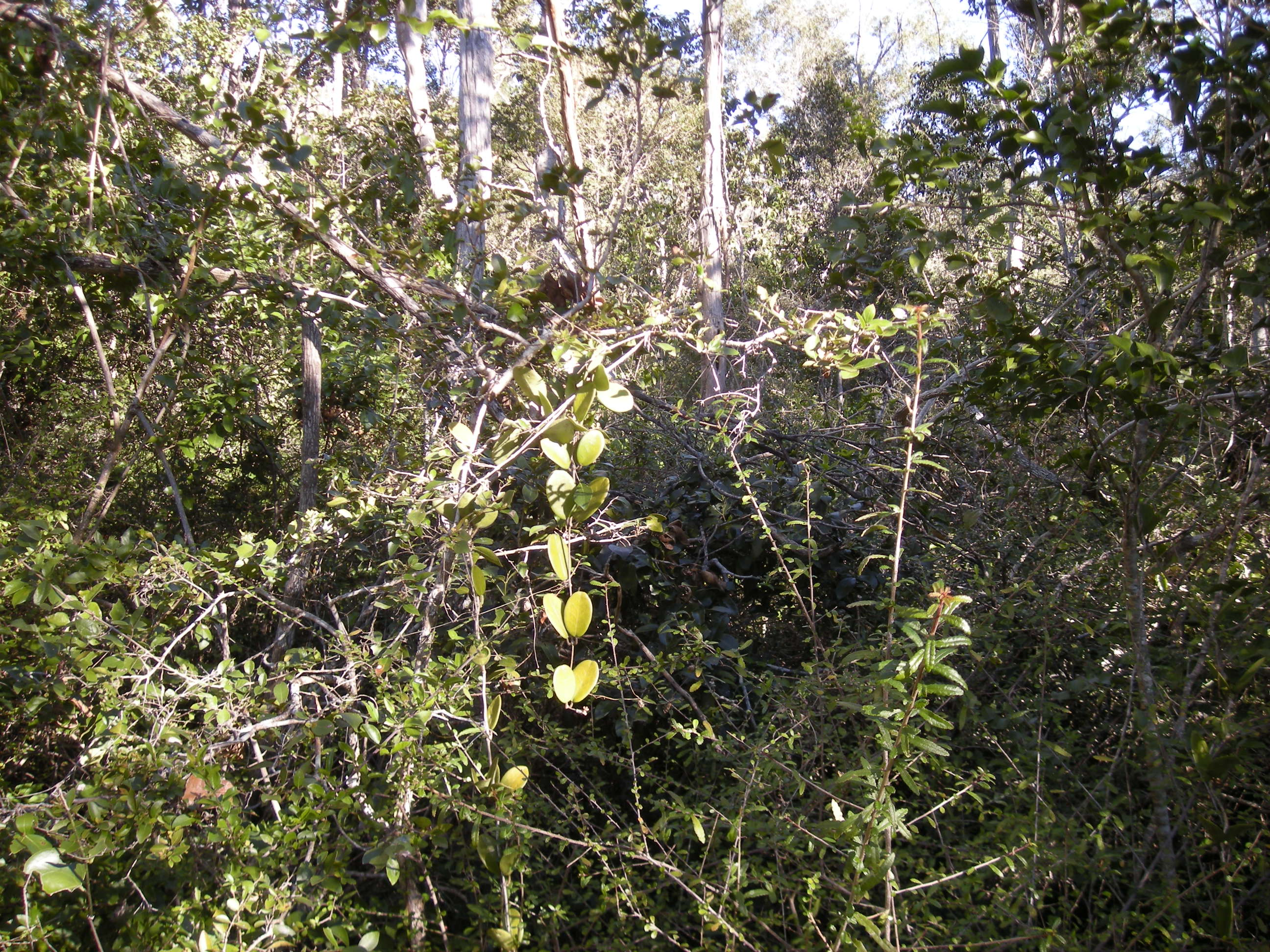
덩굴 덤불, 전형적인 얽히고설킨 밀림, 오스트레일리아

밀림의 가장 일반적인 의미 중 하나는 지표면이 얽히고설킨 식생으로 뒤덮인 땅, 특히 열대 지역의 땅을 의미한다. 일반적으로 이러한 식생은 인간의 이동을 방해할 정도로 빽빽하여 여행자들이 길을 헤쳐나가야 한다. 이 정의는 우림과 밀림을 구분하는데, 우림의 하층 식생은 햇빛 부족으로 인해 일반적으로 열려 있어 상대적으로 통과하기 쉽기 때문이다. 밀림은 허리케인과 같은 자연적 교란이나 벌목과 같은 인간 활동으로 인해 숲이 개방된 지역의 열대림 내부나 경계에 존재할 수 있다. 그러한 교란 후에 솟아나는 천이 식생은 빽빽하고 얽히고설켜 "전형적인" 밀림을 이룬다. 밀림은 또한 지표면에 더 많은 빛이 도달하기 때문에 강둑과 같은 열대우림 가장자리를 따라 일반적으로 형성된다.
계절풍림과 맹그로브는 일반적으로 이러한 유형의 밀림으로 불린다. 우림보다 개방된 숲을 가진 계절풍림은 일반적으로 많은 만경목과 관목으로 빽빽한 하층 식생을 가지고 있어 이동이 어려운 반면 맹그로브의 기근과 낮은 캐노피는 비슷한 어려움을 야기한다.

### 습한 숲으로서

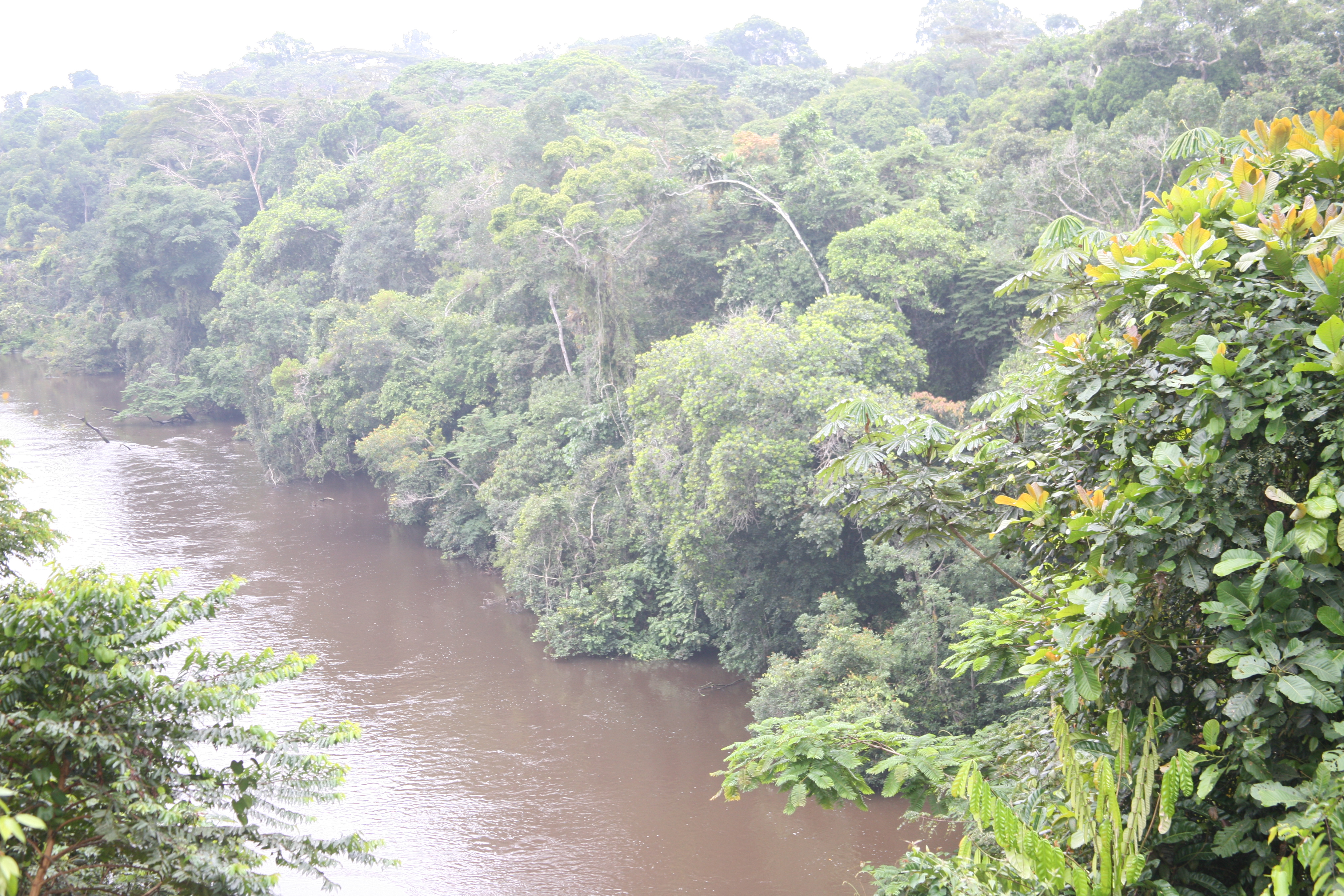
카메룬 우림의 강둑을 따라 늘어선 밀림

유럽 탐험가들이 처음에는 주로 강을 통해 열대림을 여행했기 때문에 강둑을 따라 늘어선 빽빽한 얽히고설킨 식생은 그러한 밀림 상태가 숲 전체에 존재한다는 오해를 불러일으켰다. 그 결과, 숲 전체가 통과할 수 없는 밀림이라고 잘못 가정되었다. 이것은 거의 모든 습한 열대림에 대한 밀림의 두 번째 인기 있는 용법을 낳은 것으로 보인다. 이러한 맥락에서 밀림은 특히 열대우림과 관련이 있지만, 식생 구조나 이동의 용이성과는 무관하게 운무림, 온대우림, 맹그로브로 확장될 수 있다.
"열대림"과 "우림"이라는 용어는 1970년대 이후 언어적 전환을 통해 습한 열대림을 설명하는 용어로 "밀림"을 대부분 대체했다. "우림" 자체는 1970년대 이전에는 영어 사전에 등장하지 않았다. 1970년대 이전에는 "밀림"이라는 단어가 인쇄 매체에서 열대림을 지칭하는 용어의 80% 이상을 차지했지만, 그 이후로는 꾸준히 "우림"으로 대체되었다. 하지만 "밀림"은 여전히 열대우림을 지칭할 때 흔히 사용된다.

### 은유로서

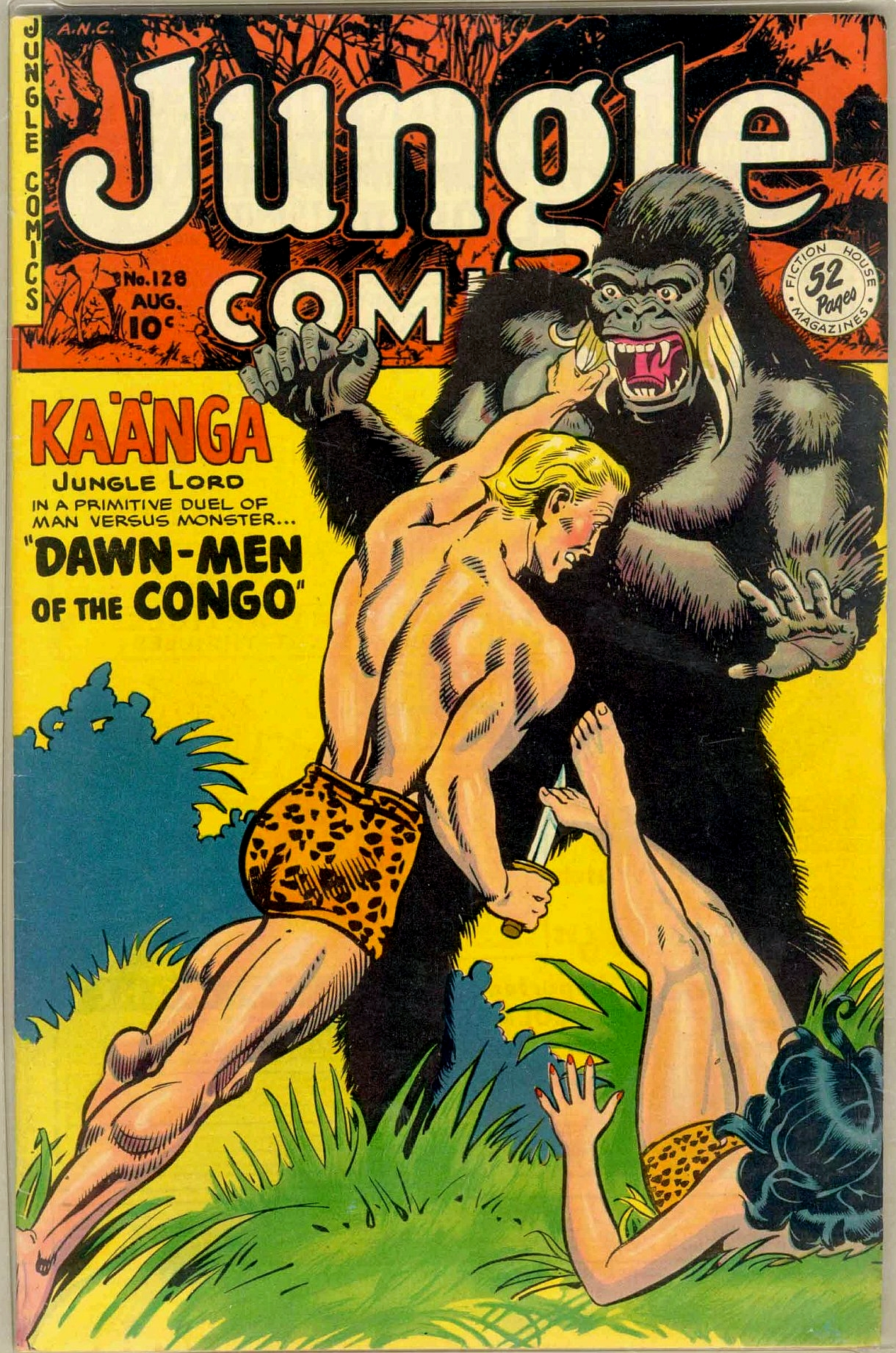
대중문화에서 야만성과 맹렬함을 나타내기 위해 밀림이라는 용어를 사용한 모습

은유로서 밀림은 종종 무질서하거나 무법적인 상황, 또는 "적자생존"의 법칙만이 통한다고 여겨지는 상황을 지칭한다. 이는 숲이 그러한 곳이라는 "도시 사람들"의 견해를 반영한다. 업턴 싱클레어는 시카고 스톡야드의 노동자들의 삶에 대한 그의 유명한 책 밀림 (소설)(1906)에 이 제목을 붙였는데, 법적 또는 다른 합법적인 수단 없이 무자비하게 착취당하는 노동자들을 묘사했다.
"정글의 법칙"이라는 용어 또한 비슷한 맥락에서 사용되는데, 러디어드 키플링의 정글 북(1894)에서 유래했다. 이 책에 묘사된 정글 동물 사회(그리고 분명히 인간 사회의 은유로 의도된)에서는 그 문구가 키플링이 자세히 설명하는 복잡한 법률 체계를 의미하며, 결코 무법적인 혼돈을 의미하지 않았다.
"밀림"이라는 단어는 길들여지지 않고 통제 불가능한 자연과 문명으로부터의 고립, 그리고 그것이 불러일으키는 감정들: 위협, 혼란, 무력감, 방향 상실, 무력화를 의미한다. 열대림을 묘사하는 용어로 "밀림"에서 "우림"으로 선호되는 용어가 변화한 것은 이러한 숲을 연약하고 영적인 장소로 인식하는 시각이 증가했기 때문이며, 이는 "밀림"의 더 어두운 함의와는 일치하지 않는다.
문화학자, 특히 탈식민주의 비평가들은 종종 계층적 지배 개념과 서구 문화가 다른 문화에 대해 문명 표준에 부합하도록 요구하는 맥락에서 밀림을 분석한다. 예를 들어, 에드워드 사이드는 조니 와이즈뮬러가 묘사한 타잔이 야만적이고 길들여지지 않은 야생을 상징하면서도 여전히 밀림의 백인 주인임을 지적하며, 나이지리아 소설가이자 이론가인 치누아 아체베는 "아프리카의 이미지"라는 암흑의 핵심에 대한 에세이에서 밀림과 아프리카가 말로와 커츠와 같은 백인 유럽인들에게 유혹의 원천이 되는 방식을 언급한다.
전 이스라엘 총리 에후드 바라크는 이스라엘을 "밀림 속의 빌라"에 비유했으며, 이 비교는 이스라엘 정치 논쟁에서 자주 인용되었다. 바라크의 이스라엘 정치 좌파 비평가들은 이 비교를 강력히 비판했다.

## 같이 보기
- 계절풍림
- 건조림 연구소 (AFRI)
- 우림
- 황무지
- 작은 숲
- 아마존 우림